# Хайнрих V фон Ротенбург
Хайнрих V фон Ротенбург (на немски: Heinrich V von Rottenburg; Hendrik V von Rotenburg; * ок. 1343; † ок. 1400 или между 25 март и 31 май 1411) е граф и господар на замък Ротенбург в Тирол (Австрия), от ок. 1363 до 1400 г. дворцов майстер и хауптман на река Адидже в Тирол.
Родът Ротенбург е през началото на 15 век могъщ тиролски благороднически род, пристигнал от Бавария. Първо те са министериали на графовете фон Андекс и след това на графовете на Тирол. Резиденцията е в замък Ротенбург в Бух ин Тирол. Той купува земи и увеличава повече влиянието на фамилията си. През 1386 г. той прави дарение на манастир Щамс.
През 1410 г. избухва „Ротенбургския конфликт“, който завършва със загубата на големи собствености. Със син му Хайнрих VI фон Ротенбург († април/май 1411) линията на Ротенбургите измира по мъжка линия.

## Фамилия
Хайнрих V фон Ротенбург се жени ок. 1385 г. за Агнес фон Тирщайн (* ок. 1360; † 1425), дъщеря на Зигмунд IV фон Тирщайн, ландграф в Зизгау и Бухсгау († сл. 29 януари 1383) и съпругата му Верена фон Нойенбург († 4 юли 1405). Те имат един син и една дъщеря:
- Хайнрих VI фон Ротенбург († април/май 1411), граф и господар на Ротенбург в Тирол, женен ок. 1404 г. за графиня Агнес фон Верденберг-Хайлигенберг-Блуденц (* ок. 1385; † между 1427 и 1436)[4]
- Елизабет фон Ротенбург († сл. 20 август 1420), омъжена 1408 г. за граф Йохан I фон Лупфен-Щюлинген, ландграф фон Щюлинген († 28 септември или 5 октомври 1436), син на ландграф Еберхард IV фон Щюлинген († 1380) и Урсула фон Хоенберг († сл. 1380)